# Piper longicaule
Piper longicaule är en pepparväxtart som beskrevs av C. Dc.. Piper longicaule ingår i släktet Piper och familjen pepparväxter. Inga underarter finns listade i Catalogue of Life.